# Feminizm drugiej fali

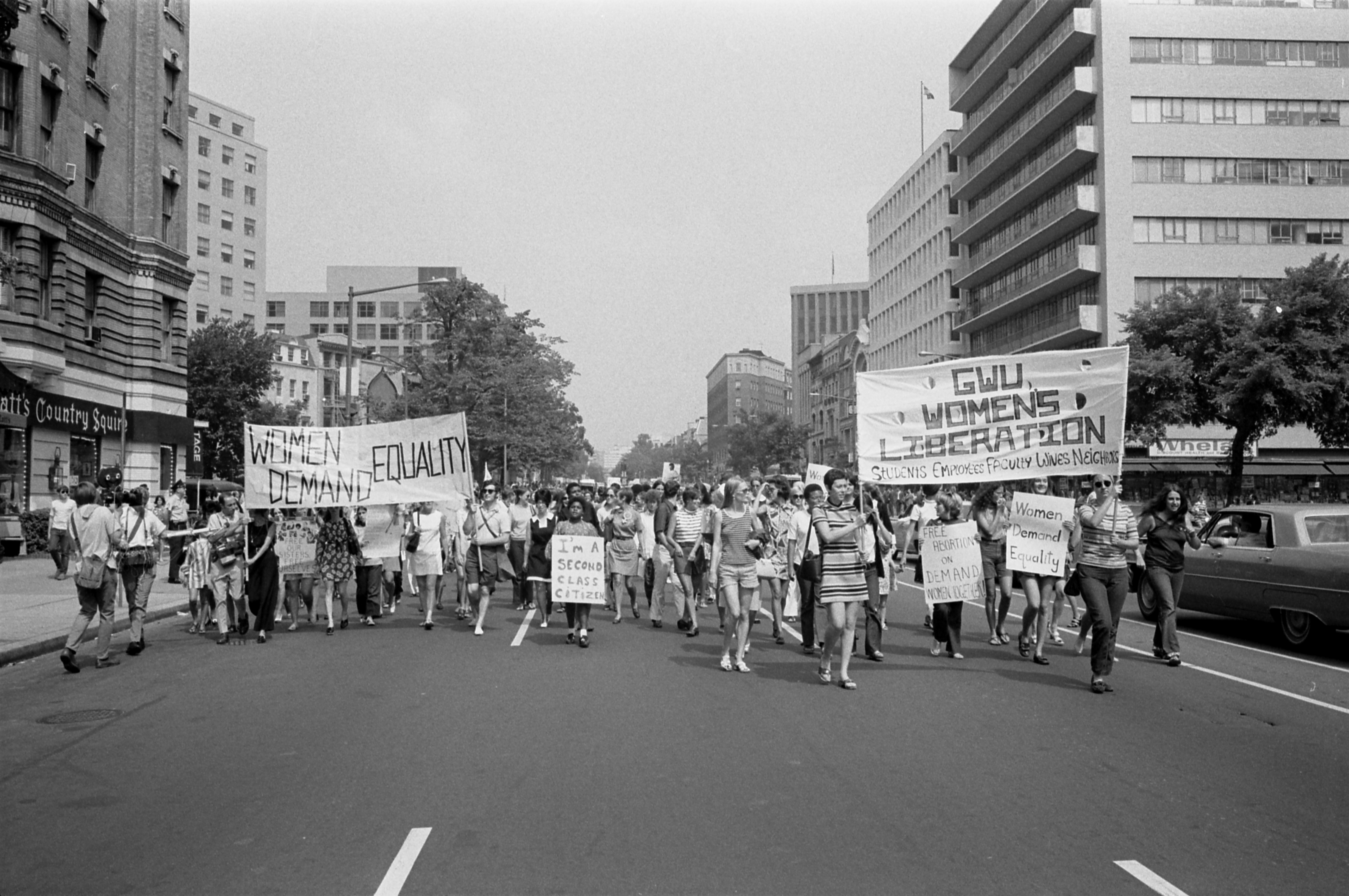
Marsz feministek w Waszyngtonie w 1970

Feminizm drugiej fali – okres rozwoju ruchu feministycznego, który rozpoczął się w latach 60. XX wieku w Stanach Zjednoczonych i Europie (szczególnie w Wielkiej Brytanii, Niemczech i Francji) i trwał do końca lat 70. 
Oprócz problemów podejmowanych także przez feminizm pierwszej fali (edukacja i zmiany w prawie), feminizm drugiej fali zajmował się również równouprawnieniem na rynku pracy, kwestiami aborcji oraz kobiecą seksualnością. Podejmował również problem rozdziału między sferą prywatną a publiczną. Jednym z jego głównych haseł było „to co osobiste, jest polityczne” (ang. the personal is the political).  

## Geneza
Druga fala feminizmu w USA była konsekwencją rozczarowania dotychczasowymi działaniami na rzecz równouprawnienia, skupionymi przede wszystkim na formalnych gwarancjach prawnych. Wbrew przewidywaniom zmiany prawne nie pociągnęły za sobą rzeczywistej równości np. w zakresie wynagrodzenia czy piastowaniu stanowisk kierowniczych. Uniwersytety w USA przyjmowały ograniczoną liczbę kobiet. Pomimo tego, że 75% kobiet deklarowało chęć pracy poza domem, zaledwie 30% pracowało zawodowo. Na amerykańskim rynku pracy kobiety mogły liczyć jedynie na niskie stopniem i źle płatne stanowiska. Istniał podział na zajęcia kobiece i męskie, zajęcia kobiece były gorzej płatne. W 1960 roku w USA kobiety zarabiały o 39% mniej niż mężczyźni. Istniały także liczne ograniczenia prawne dla kobiet. Kobiety nie miały prawa samodzielnie zaciągnąć kredytu, były nieobecne w urzędach, policji, rządzie.
Istotną inspiracją dla feministek w latach 60. XX wieku w USA był ruch praw obywatelskich. Kobiety, podobnie jak czarni mieszkańcy USA dostrzegały, że są dyskryminowane. Świadomość istnienia dyskryminacji wzrosła po tym, gdy prezydent John F. Kennedy, na wniosek Eleanor Roosevelt powołał komisje do zbadania nierównego traktowania kobiet. Komisja nagłośniła cele feministek.
Za początek drugiej fali uznaje się wydaną w 1963 roku książkę Betty Friedan Mistyka kobiecości. Ważnym momentem w historii drugiej fali feminizmu było założenie Narodowej Organizacji Kobiet (ang. National Organization for Women) w 1966 roku.
Sam termin „feminizm drugiej fali” (ang. second wave feminism) został po raz pierwszy użyty przez Marshę Lear w 1968, kiedy ruch był już ukształtowany. Feminizm drugiej fali miał się skończyć wraz z narastaniem wojen seksualnych w ramach ruchu feministycznego (koniec lat 70. XX w.), choć czasem jest wyznaczany na lata 90. XX wieku, kiedy pojawił się feminizm trzeciej fali.
W krajach europejskich feminizm drugiej fali związany był najczęściej z myślą socjalistyczną. Ruchy feministyczne w Wielkiej Brytanii czy Francji podejmowały tematy związane z równością na rynku pracy, prawem do aborcji czy kwestiami opieki nad dziećmi.

## Nurty
Drugofalowy feminizm nie był zjawiskiem jednorodnym. W Stanach Zjednoczonych wyróżnić można jego dwa nurty: liberalny i radykalny.

### Nurt liberalny
Do nurtu liberalnego należały przede wszystkim starsze działaczki różnych organizacji kobiecych, starających się o zmianę sytuacji kobiet w ramach istniejącego systemu społecznego. Działalność ich przyczyniła się do znacznego rozwoju ustawodawstwa dotyczącego równości w miejscu pracy. 
Klasycznym wyrazem poglądów nurty liberalnego jest książka Betty Friedan Mistyka kobiecości. Autorka opisała w niej własną frustrację wywołaną tradycyjnymi normami społecznymi, które sprowadzają kobiety wyłącznie do ról matki, kochanki i gospodyni domowej. Społeczny wymóg realizacji tych ról ograniczał zdaniem Friedan możliwości rozwoju kobiet i prowadził do zaburzeń psychicznych, utraty poczucia sensu życia, depresji czy alkoholizmu. W 1966 Friedan założyła National Organization for Women, która stała się główną organizacją liberalnego nurtu feminizmu.

### Nurt radykalny
Celem nurtu radykalnego była całościowa zmiana struktur społecznych w celu wyeliminowania seksizmu i obalenia patriarchatu. Dyskryminacja ze względu na płeć była uznawana za najstarszą formę dyskryminacji i była wiązana z rasizmem i dyskryminacją ze względu na pochodzenie społeczne.

## Osiągnięcia
Feminizm drugiej fali doprowadził do wielu zmian społecznych i prawnych. 
W 1964 roku w USA uchwalono ustawę o prawach obywatelskich (ang. Civil Rights Act), która m.in. zakazywała dyskryminacji ze względu na płeć w miejscu pracy. 
Ważnym sukcesem feministek, zarówno tych radykalnych i jak i liberalnych, była liberalizacja prawa aborcyjnego w USA. Działaczki organizowały liczne demonstracje i wywierały presje na władze w celu złagodzenia ustawy. Przyniosło to rezultaty w postaci liberalizacji ustaw w wielu stanach. W 1973 roku Sąd Najwyższy USA w sprawie Roe v. Wade uznał, że jakiekolwiek prawne ograniczenia swobody dokonania aborcji w pierwszych 3 miesiącach ciąży są niezgodne z konstytucją.
Istotnymi dokonaniami były także zmiany w zakresie kultury, języka czy świadomości społecznej (np. uświadomienie znaczenia molestowania seksualnego czy przemocy seksualnej).